# Canthocamptus vagus
Canthocamptus vagus är en kräftdjursart som beskrevs av William Chambers Coker och Morgan 1940. Canthocamptus vagus ingår i släktet Canthocamptus och familjen Canthocamptidae. Inga underarter finns listade i Catalogue of Life.